# Lernen durch Lehren

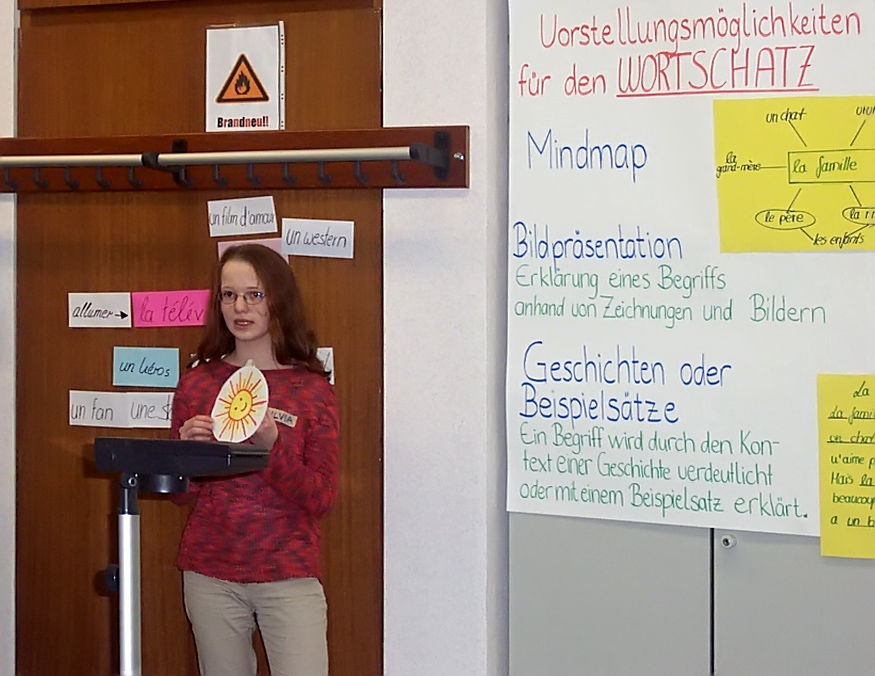
Anwendung von Lernen durch Lehren (LdL) im Unterricht: Schülerin führt neuen Wortschatz ein und bittet die Klasse, Beispielsätze zu bilden.

Lernen durch Lehren (abgekürzt LdL) ist eine handlungsorientierte, konstruktivistische Unterrichtsmethode, bei der Schüler oder Studierende lernen, indem sie sich den Stoff gegenseitig vermitteln. Es kann in allen Fächern, Schultypen und Altersstufen eingesetzt werden. Begründer des Konzeptes Lernen durch Lehren ist Jean-Pol Martin, der von 1981 bis 2018 das Verfahren zu einem pädagogischen Gesamtkonzept entwickelte und mit Hilfe eines Kontaktnetzes verbreitete. Martin hat von Anfang an die Methode auf neurowissenschaftliche Basis gestellt.

## Definition und Abgrenzung
„Wenn Schüler einen Lernstoffabschnitt selbständig erschließen und ihren Mitschülern vorstellen, wenn sie ferner prüfen, ob die Informationen wirklich angekommen sind und wenn sie schließlich durch geeignete Übungen dafür sorgen, dass der Stoff verinnerlicht wird, dann entspricht dies idealtypisch der Methode Lernen durch Lehren (LdL).“.
LdL bezieht sich grundsätzlich auf Verfahren, bei denen Schüler ihre Mitschüler arbeitsteilig im Klassenverband unterrichten. Infolge der Verbreitung der Methode wurde der Terminus „Lernen durch Lehren“ auf andere Unterrichtssettings ausgedehnt, beispielsweise auf Techniken, bei denen ältere Schüler oder Studenten jüngere unterrichten (Tutorensystem). Da für solche Verfahren andere theoretische Begründungen gelten als für LdL, werden sie im folgenden Artikel nicht behandelt.

## Geschichte von Lernen durch Lehren
Die Erfahrung, dass durch das Lehren Lernprozesse in Gang gesetzt werden, ist schon seit der Antike bekannt. Der römische Philosoph Seneca schreibt in seinen Epistulae morales an Lucilius: Homines dum docent discunt („Die Menschen lernen, indem sie lehren“). Hierauf beruht das lateinische Sprichwort Docendo discimus („Durch Lehren lernen wir“), das weltweit zahlreichen Bildungsinstitutionen als Motto dient.
Eine genauere Beschäftigung mit Lernen durch Lehren als didaktisches Konzept erfolgte im englischen Sprachraum ab den 1970er Jahren, wie beispielsweise in dem 1971 erschienenen Buch von Alan Gartner. Besonders förderlich für diese Entwicklung war, dass die Dominanz des Behaviorismus in der Pädagogik durch die kognitivistische Wende verdrängt und der Lernende stärker als Subjekt des Lernprozesses betrachtet wurde.
Die erste Monographie in Deutschland zum Thema Lernen durch Lehren wurde von Rudolf Krüger 1975 veröffentlicht. 1985 veröffentlichte Wolfgang Steinig eine Studie über einen sechswöchigen Unterrichtsversuch in Deutsch als Fremdsprache mit niederländischen Schülerinnen und Schülern. In altersheterogenen Lerndyaden („Zweierschaften“) mit Lernenden des ersten und dritten Deutschlernjahres wurden kreative Lernaufgaben ohne Anwesenheit einer Lehrkraft in der Fremdsprache bearbeitet. Zum gleichen Zeitpunkt wurde die Dissertation von Jean-Pol Martin zu Lernen durch Lehren im Französischunterricht veröffentlicht. Hier lag der Schwerpunkt auf der Interaktion im Klassenverband. Zum ersten Mal wurde versucht, das Verfahren theoretisch – lernpsychologisch und neurophysiologisch sowie diskursanalytisch – zu begründen.
Chronologisch betrachtet, wurden in der Folge die Aufsätze von Udo Kettwig 1986, Theodor F. Klassen 1988, und das von Ursula Drews 1997 herausgegebene Themenheft: Schüler als Lehrende publiziert. In diesen Schriften, auch im 1997 erschienenen Themenheft, wurden die zwölf Jahre vorher veröffentlichten Arbeiten von Steinig und Martin sowie die zwischen 1983 und 1997 zahlreich im Umfeld von Martin erschienenen Publikationen nicht einbezogen. Dies zeigt, dass verschiedene Gruppen unabhängig voneinander an dem Thema Lernen durch Lehren arbeiteten und sich nur mangelhaft gegenseitig rezipierten. Nach 1997 wurde weiterhin über Lernen durch Lehren intensiv geforscht und wissenschaftlich publiziert. Der jüngste Artikel in einer breit zugänglichen Fachzeitschrift erschien 2015, verfasst von Laura Cau, einer ehemaligen Schülerin und Studentin von Jean-Pol Martin. 2018 veröffentlichte Martin einen seine Theorie zusammenfassenden Aufsatz in Das große Handbuch Unterricht & Erziehung in der Schule (Carl Link Verlag). Gegenwärtig erfährt Lernen durch Lehren eine breite Präsenz im Schulbereich dank der umfangreichen Aktivitäten von Isabelle Schuhlade Le Bourhis.

## Lernen durch Lehren (LdL)
Zentrale Konzepte: für die gesamte Theorie von Martin, sowohl für LdL als auch für die Neuen Menschenrechte sind folgende zusammenwirkende Begriffe maßgeblich: Denken (Informationsverarbeitung und Konzeptualisierung) – Kontrolle – Antinomien – Dialektisches Denken – Exploratives Verhalten – Kognitive Landkarte – Flow-Effekt – Top-down und Bottom-up – Zentripetalkraft und Zentrifugalkraft – Neuronenverhalten – Linearität/Nichtlinearität – Homöostase – Integration/Differenzierung – Zentralisierung/Dezentralisierung – Selbstreferenzialität – Kohärenz – Bedürfnis – Glück - Prävention - Zuverlässigkeit - Nachhaltigkeit

Jean-Pol Martin, 2005

Jean-Pol Martin kam 1980 durch die Lektüre von Ludger Schifflers Buch Interaktiver Fremdsprachenunterricht auf die Idee, seine Schüler sich im Französischunterricht gegenseitig unterrichten zu lassen. Die erzielten Erfolge bewogen ihn, die entsprechende Technik in Fortbildungsveranstaltungen vorzustellen. Da er auf Widerstand stieß, begann er dieses von ihm zunächst als schlichte Unterrichtstechnik betrachtete Verfahren wissenschaftlich zu untermauern (Dissertation 1985) und mithilfe des FWU (Institut für Film und Bild in Wissenschaft und Unterricht) systematisch und als Langzeitstudie zu dokumentieren. Gleichzeitig war Martin bemüht, das Curriculum, das den Französischunterricht vom ersten Lernjahr bis zum Abitur umfasste, theoretisch zu fundieren, und legte mit seiner Habilitation die entsprechende Schrift vor.
Die Basis lieferten Elemente aus der humanistischen Psychologie, der Kognitionspsychologie und der Neurowissenschaften. Parallel dazu veröffentlichte er zahlreiche Aufsätze zu diesem Thema. Früh in diesem Prozess, da Martins Ansatz nur sehr zögerlich vom Bildungssystem aufgenommen wurde, rief er 1987 das LdL-Kontaktnetz ins Leben, das zu Beginn zwölf Lehrer umfasste und bis 1995 zu fünfhundert anwuchs. Die beteiligten Pädagogen erprobten die Methode in allen Fächern, dokumentierten ihren Unterricht und stellten LdL in Lehrerfortbildungen vor.
Ab 2001 erlebte LdL einen Aufschwung im Zusammenhang mit den in allen Bundesländern eingeleiteten Schulreformen (vgl. insbesondere den Bayerischen Modellversuch MODUS21). Im Anschluss fand „Lernen durch Lehren“ Einzug in die Erwachsenenbildung und die Hochschullehre (siehe unter anderem Joachim Grzega in Deutschland und Guido Öbel in Japan).
Das Konzept LdL enthält eine pädagogisch-anthropologische sowie eine fremdsprachendidaktische Komponente.

### Die pädagogisch-anthropologische Komponente
LdL ist zum einen der humanistischen Psychologie, zum anderen der Forschung über Systemdenken von Dietrich Dörner verpflichtet. Die pädagogisch-anthropologische Komponente bezieht sich auf die Bedürfnispyramide von Maslow. Die Aufgabe, anderen einen Wissensstoff zu vermitteln, soll die Bedürfnisse nach Sicherheit (Aufbau des Selbstbewusstseins), nach sozialem Anschluss und sozialer Anerkennung sowie nach Selbstverwirklichung und Sinnfindung befriedigen. Dabei erweisen sich exploratives Verhalten und Netzsensibilität als entscheidend beim Einleiten einer zur Bedürfnisbefriedigung führenden Handlungskette.
Ausgehend von im Unterricht bereitgestellten, aber noch nicht geordneten Informationen stehen die Lerner bei LdL vor der Aufgabe, diese Informationen durch Bewerten, Gewichten und Hierarchisieren zu Wissen umzuformen (Linearität a posteriori). Dieser Prozess kann nur auf der Grundlage intensiver Kommunikation erfolgen. Hierzu wird auf die Struktur von neuronalen Netzen verwiesen, in der durch intensive Interaktionen Problemlösungen entstehen. So betrachtet soll die Gruppe als Ganzes lernen, indem stabile Interaktionsstrukturen zwischen den Schülern entstehen, wie dies beim Lernen im Gehirn erfolgt, wenn durch anhaltende Zufuhr von Impulsen dauerhafte synaptische Verbindungen zwischen den Neuronen aufgebaut werden. Bei Ausbleiben dieser Impulse und Interaktionen zerfallen diese Neuronenverbindungen wieder (vergessen).

### Die fremdsprachendidaktische Komponente

Schematische Darstellung des Interaktionsprozesses bei der LdL-Sprachdidaktik

Sprachdidaktischer Aspekt: Die traditionelle Didaktik sieht einen unaufhebbaren Widerspruch zwischen den drei klassischen Lern-Paradigmen Habitualisierung (behavioristische Komponente), Stoffbezogenheit (kognitivistische Komponente) und authentischer Interaktion, einer Kommunikation, in der die Schüler nicht vom Lehrer vorgelegte Sätze wiederholen, sondern echte Anliegen versprachlichen (kommunikative Komponente):
1. Der kognitive Ansatz geht davon aus, dass der Schüler sich intensiv mit den Strukturen einer Sprache (Grammatik, Wortschatz) befassen muss, um sie zu lernen. Dann bliebe keine Zeit mehr, um zu sprechen und authentisch zu kommunizieren.
2. Der habitualisierende Ansatz (Bildung von Reflexen) geht davon aus, dass der Schüler nur dann eine Sprache erlernt, wenn er ständig nachahmt und wiederholt (es wird davon ausgegangen, dass nur so Reflexbildung entsteht). Zur Grammatik und zur echten Kommunikation bliebe keine Zeit mehr.
3. Der kommunikative Ansatz geht davon aus, dass vorwiegend durch die Mitteilung echter Botschaften gelernt wird. Die Vermittlung formaler Strukturen, wie etwa Grammatik und Syntax, ist hier zweitrangig, und daher wird zu ihrer Erlernung im Unterricht weniger Zeit aufgewendet und eine hohe Toleranz gegenüber Fehlern geübt.

LdL möchte die drei Komponenten vereinen: Die Schüler müssen a) die Inhalte kognitiv durchdringen, b) intensiv miteinander sprechen, um den anderen den Stoff zu vermitteln, und c) dadurch bestimmte Sprachstrukturen immer wieder anwenden. Diese drei Schritte greifen dabei ineinander, da sie im Rahmen der Lernmethode iterativ und über Rückkopplungen gesteuert immer wieder von neuem vorgenommen werden müssen.
Inhaltlicher Aspekt: In der Lehrbuchphase stellen die Schüler die Inhalte des Lehrwerkes vor. Wenn die Lehrbuchphase abgeschlossen ist, liegt es in der Logik des Ansatzes, dass die Schüler selbst im Rahmen von Projekten neues Wissen erarbeiten und im Klassenverband weitergeben. In dieser Phase (11. Klasse bis Abitur) hängt die Motivation der Schüler stark von der Qualität der Inhalte ab. Die Schüler sollen spüren, dass sie bei deren Behandlung auf die Zukunft vorbereitet werden (Bedürfnis nach Sinn).

### Praktische Anwendungen
Von Beginn an war Martin bemüht, interessierten Lehrern konkrete praktische Handlungsanweisungen zu liefern (siehe didaktische Briefe 1985–1988).
Zum Verfahren: Vor jeder Lektion teilt der Lehrer den Stoff in zu bearbeitende Teilabschnitte ein. Es werden Lernergruppen aus maximal drei Schülern gebildet, und jede Gruppe bekommt einen abgegrenzten Stoffabschnitt sowie die Aufgabe, diese Inhalte der Gesamtgruppe zu vermitteln. Die Schüler bereiten den Stoff didaktisch auf (spannende Impulse, Abwechslung in den Sozialformen usw.). Bei dieser Vorbereitung, die im Unterricht stattfindet, steht der Lehrer den einzelnen Lernergruppen zur Seite und gibt Impulse und Ratschläge. Falls der Unterricht in geeigneten Räumen stattfindet, sollten Zusatzinformationen aus dem Internet geholt werden und die Vorbereitungen in Schülerwikiseiten hochgeladen werden. Bei den LdL-Sequenzen werden die Wikiseiten per Beamer auf die Leinwand projiziert. Grundsätzlich neigen Lehrer dazu, die didaktischen Fähigkeiten von Lernern stark zu unterschätzen. Nach einer Eingewöhnungsphase zeigen Schüler meist ein beachtliches pädagogisches Potenzial. Im Sinne optimierter Didaktik verlangt LdL, dass die selbstgestalteten Lehreinheiten nicht als ein durch Lerner gehaltener Frontalunterricht oder ein Unterricht durch Vortrag von Referaten missverstanden werden. Die unterrichtenden Schüler sollen sich ständig mit geeigneten Mitteln versichern, dass jede Information von den Adressaten verstanden wird (kurz nachfragen, zusammenfassen lassen, kurze Partnerarbeit einflechten). Hier muss der Lehrer intervenieren, wenn er feststellt, dass die Kommunikation nicht gelingt oder dass die von den Lernern eingesetzten Motivationstechniken nicht greifen.

### Die Klasse als neuronales Netz
Martin hat sich bemüht, die Funktionsweise von neuronalen Netzen in schematisierter Form zur Beschreibung des LdL-Unterrichts heranzuziehen. Der Ablauf der Unterrichtsphasen sowie die Unterschiede, die LdL von anderen Methoden abgrenzen, werden in dieser Übersicht zusammengefasst:
| Unterrichtsphase | Erwartetes Schülerverhalten | Lehrerverhalten | Unterschied zu anderen Methoden |
| Vorbereitung und Nachbereitung zu Hause | Alle Schüler arbeiten konsequent zu Hause, denn die Qualität des Unterrichtsdiskurses (kollektives Denken, Emergenz) hängt von der Vorbereitung der Schüler („Neurone“) ab. Wer nicht vorbereitet ist oder häufig fehlt, kann im Unterricht auf keine Impulse reagieren und selbst keine Impulse „abfeuern“. | Der Lehrer („Frontallappen“) muss den Stoff sehr gut beherrschen, damit er jederzeit ergänzend und impulsgebend intervenieren kann, um die Qualität des Diskurses zu erhöhen. | Bei LdL wird die Unterrichtszeit nicht in erster Linie für die Vermittlung von Stoff genutzt, sondern für die Interaktionen in Partnerarbeit und im Plenum (kollektive Reflexion). Der Schwerpunkt im Unterricht liegt auf dem Mündlichen. Die häusliche Arbeit dient der Vorbereitung auf diese Interaktionen.         |
| Gesamter Unterrichtsdiskurs | Die Schüler sitzen im Kreis. Jeder Schüler hört konzentriert seinen Mitschülern zu und stellt Fragen, wenn etwas in der Darstellung nicht klar ist. | Der Lehrer sorgt für absolute Ruhe und Konzentration auf die Schüleräußerungen, sorgt dafür, dass jeder Schüler ungestört seine Gedanken zu Ende aussprechen kann und die Klasse auf seine Beiträge eingeht. Der Lehrer muss sich stets bewusst sein, dass, bevor wertvolle Gedankengänge in der Gruppe „emergieren“, eine ganze Reihe von Interaktionen zwischen den Schülern im Vorfeld notwendig ist (Inkubation), die der Lehrer nicht beschleunigen oder unterbrechen soll. | Bei LdL muss absolute Ruhe herrschen, damit die Schüleräußerungen von allen verfolgt werden. Während die Schüler interagieren, hält sich der Lehrer stark zurück. |
| Einstieg: Stoffsammlung in Partnerarbeit: Beispiel „Don Juan von Molière“                                                                             | Ressourcenorientierung: die Schüler, die den Unterricht leiten, stellen kurz das neue Thema vor und lassen die Mitschüler in Partnerarbeit sammeln, was sie bereits zu diesem Thema wissen (z. B. Kenntnisse über Don Giovanni von Mozart).                                                                  | Der Lehrer sorgt dafür, dass die Partner ihre Gedanken austauschen. | Bei LdL wird vor Einführung des neuen Stoffes der Wissensstand der einzelnen Schüler in Kleingruppen zur Kenntnis genommen. |
| Erste Vertiefung: Stoffsammlung im Plenum | Unter Moderation der leitenden Schüler wird in der Klasse solange interagiert, bis alle themenbezogenen Fragen gestellt und geklärt wurden (die Schüler interagieren wie Neurone in neuronalen Netzen und es „emergieren“ Gedanken und Problemlösungen).                                                     | Der Lehrer sorgt dafür, dass jeder Schüler intervenieren kann, fragt nach, wenn etwas noch nicht klar ist und von der Klasse durch Interaktionen geklärt werden soll, bis die „Emergenz“ eine entsprechende Qualität erreicht hat (vgl. Kollektive Intelligenz). | Das Vorwissen der Einzelnen wird im Plenum ausgetauscht und angeglichen, bevor der neue Stoff eingespeist wird. |
| Einführung des neuen Stoffes im Plenum („Molières Komik am Beispiel von Don Juan“)                                                                    | Die leitenden Schüler führen neues Wissen im Plenum ein, in kleine Portionen aufgeteilt (z. B. entsprechende Szene aus Don Juan) und mit ständiger Rückfrage, damit sicher ist, dass alles verstanden wird.                                                                                                  | Der Lehrer beobachtet die Kommunikation und interveniert, wenn Unklarheiten auftreten. Er fordert immer wieder zur Klärung undeutlicher Inhalte oder Gedanken auf. | Bei LdL erfolgt das Einspeisen des neuen Stoffes in kleinen Portionen, die Schritt für Schritt verarbeitet werden. |
| Zweite Vertiefung: Spielen von Einzelszenen | Unter Anleitung der verantwortlichen Schüler werden in Partnerarbeit relevante Passagen gespielt und eingeübt (z. B. wie Don Juan Bauernmädchen verführt). | Der Lehrer bringt neue Ideen ein, sorgt dafür, dass die schauspielerischen Darstellungen ansprechend gestaltet und von allen anderen konzentriert verfolgt werden. | Bei LdL versteht sich der Lehrer als Regisseur, und er scheut sich nicht, zu unterbrechen, wenn Darbietungen vor der Klasse nicht ansprechend/deutlich genug sind (Werkstattatmosphäre). |
| Dritte Vertiefung: schriftlicher Hausaufsatz (Textaufgabe, Interpretation einer Stelle, beispielsweise Don Juans Auseinandersetzung mit seinem Vater) | Alle Schüler arbeiten konsequent zu Hause. | Der Lehrer sammelt alle Hausaufgaben ein und korrigiert sie sehr genau. | In jüngeren Jahrgangsstufen wird der LdL-Unterricht während der Stunden selbst vorbereitet. Mit zunehmendem Niveau (Oberstufe) verlagert sich die Vorbereitung immer stärker auf die häusliche Arbeit, damit ein noch größerer Anteil der Unterrichtszeit für Interaktionen (kollektive Reflexion) zur Verfügung steht. |

## Die LdL-Rezeption

### Die Rezeption in der Praxis

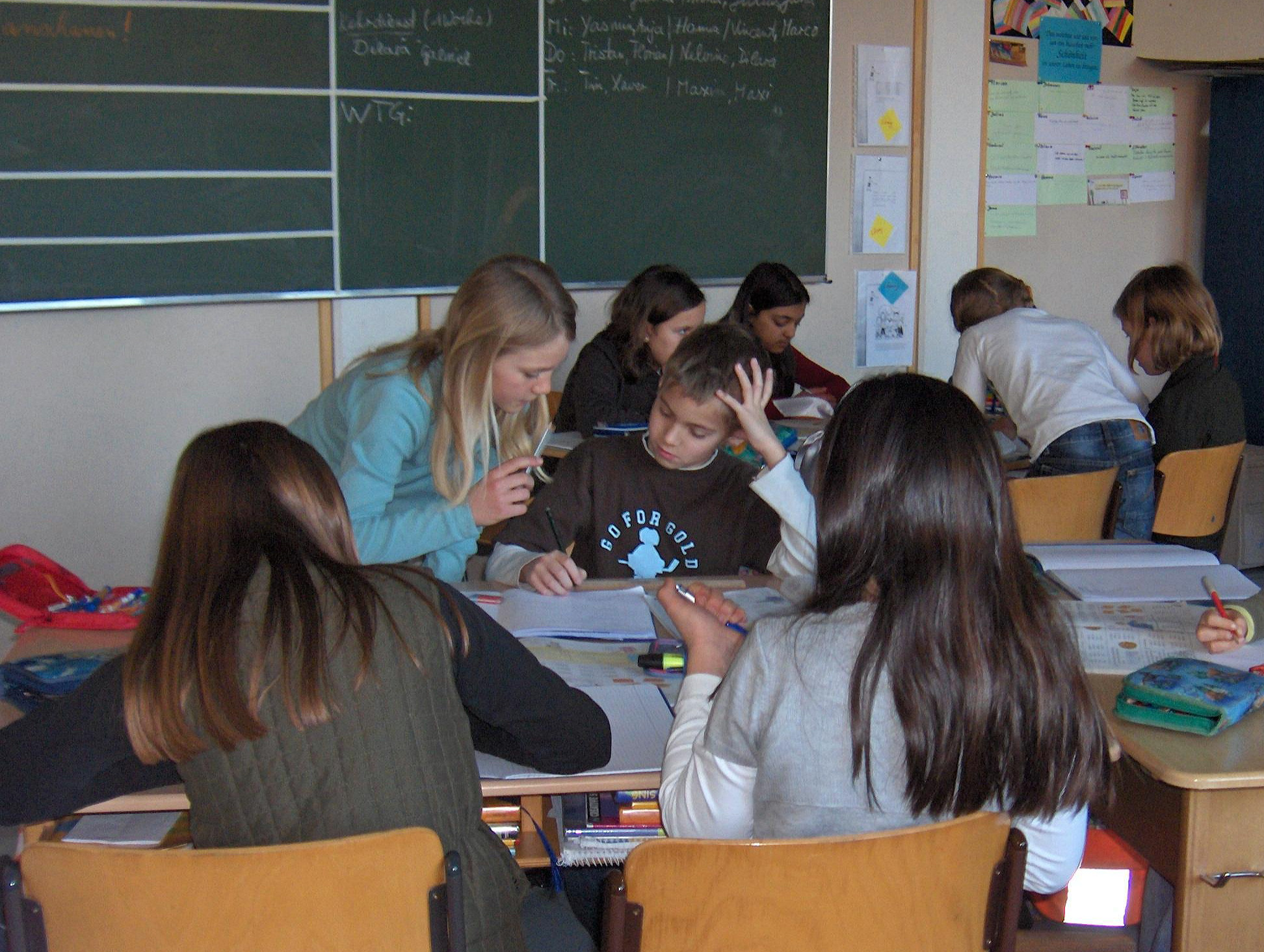
Grundschüler bringen einander das schriftliche Dividieren bei.

- LdL wurde zunächst in der Lehrerausbildung und in Lehrerseminaren rezipiert: ab 1985 wurden Referendararbeiten in allen Fächern über LdL verfasst.[31] Auch die Schulbehörden nahmen LdL auf und befassten sich sowohl mit der Praxis als auch mit der Theorie (vgl. Margret Ruep 1999[32]). In zahlreichen Lehrplänen, insbesondere in Bayern wird LdL zusammen mit anderen Methoden als Standardtechnik empfohlen.[33] Ebenfalls in Bayern wurde 2005/2006 die Methode LdL im Rahmen des Modellversuchs MODUS 21 vom Kulturministerium als Fortbildung für alle beteiligten Schulen angeboten. Die meisten Lehrer verwenden die Methode nicht generell, sondern phasenweise und/oder nur in einigen, besonders geeigneten Gruppen.

- Im Rahmen einer von Martin durchgeführten Befragung von 480 Lehrern im Jahr 1993 wurden folgende Vor- und Nachteile der Methode angegeben:[34] Aus der Sicht der befragten Lehrer wird der Stoff intensiver erarbeitet, und die Schüler sind wesentlich aktiver. Ferner sind die Informanten der Meinung, dass die Schüler zusätzlich zum Fachwissen weitere Schlüsselqualifikationen erwerben: die Teamfähigkeit, die Planungsfähigkeit, die Zuverlässigkeit, die Fähigkeit zu präsentieren und zu moderieren sowie mehr Selbstbewusstsein. Als Nachteile wird der höhere Zeitaufwand bei der Einführung der Methode erwähnt sowie die Gefahr der Eintönigkeit, wenn der Lehrer keine didaktischen Impulse liefert. Diese Untersuchung wurde am Ende des 20. Jahrhunderts durchgeführt und wurde nicht wiederholt.

### Die LdL-Rezeption in der Wissenschaft
- In der Fachdidaktik als Wissenschaft wurde LdL, wenn auch mit zeitlicher Verzögerung, ebenfalls aufgenommen. So begründet Eynar Leupold in seinem 2002 erschienenen Standardwerk zur Französischdidaktik den Erfolg des LdL-Konzeptes folgendermaßen: „(…) die Lehrerinnen und Lehrer merken, dass ihre traditionelle Weise des Unterrichtens zu Monotonie, Unruhe und nicht immer befriedigendem Lernerfolg führt. Bei der Suche nach einem alternativen schlüssigen Methodenkonzept sind sie auf Martin gestoßen, dessen Konzept den Vorteil hat, nicht zu ‚alternativ‘ zu sein und ohne besondere Ausbildung umzusetzen ist“.[35] Für Nieweler, den Herausgeber des anderen gegenwärtig maßgeblichen Handbuchs zur Französischdidaktik (2006), ist LdL „eine radikale Form der Schüler- und Handlungsorientierung“.[36]

An der Universität wurde LdL zunächst vereinzelt von Universitätsdozenten, meist sprachpraktischer Kurse, aufgegriffen. Ab 2008 hat LdL vor dem Hintergrund der Bachelorisierung aller Studiengänge im Rahmen des Bologna-Prozesses stärker Eingang in die Hochschule gefunden.

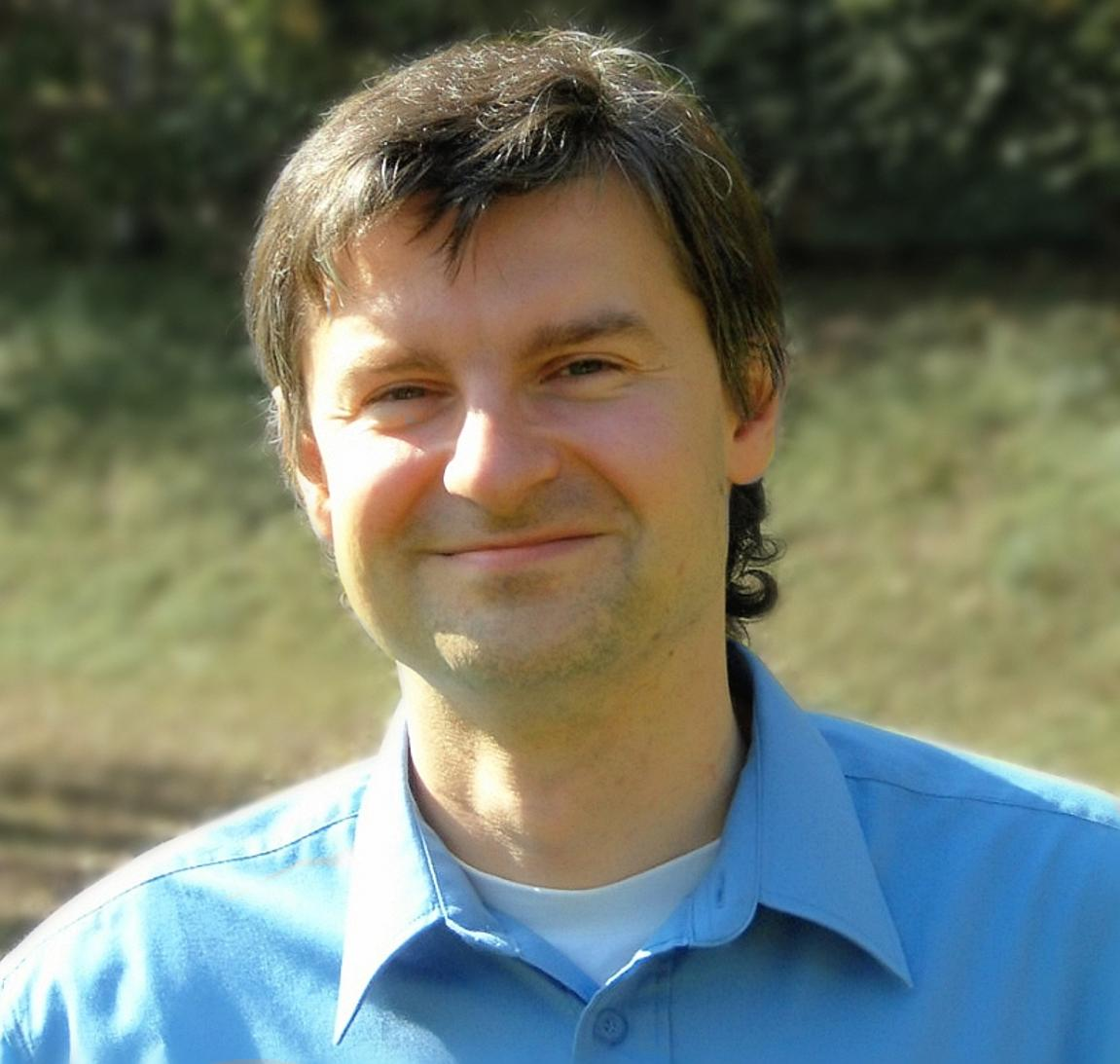
Joachim Grzega

Ein Hauptakteur für die Weiterentwicklung und Verbreitung der LdL-Methode in Deutschland ist Joachim Grzega, der sich mit eigener Akzentsetzung sowohl im Schul- als auch im Hochschulbereich einsetzt. Nach Grzega soll Unterricht aus drei Säulen bestehen:
1. Vermittlung von Kernwissen
2. Plattform für spezifische Projekte (individuell oder im Team bearbeitbar)
3. Einüben von Schlüsselkompetenzen (Selbst-, Sozial- und Methodenkompetenzen)[38][39]

Als Sprachwissenschaftler geht es Grzega dabei vor allem um die Rolle von Sprache und Kommunikation im Wissenstransfer. Einerseits sei Sprache Informationsträger (hier hebt er insbesondere die Fähigkeit zur Experten-Laien-Kommunikation als wichtige Kompetenz, die es an Universitäten und Fachhochschulen zu vermitteln gelte, hervor), andererseits sei Sprache Mittel zur Schaffung von sozialen Bindungen, so dass die Art des Umgangs der einzelnen Beteiligten am Lernprozess zu thematisieren sei.
Über Joachim Grzega und Bea Klüsener hinaus sorgten auch Christian Spannagel und Oliver Tacke für die Verbreitung von „Lernen durch Lehren“. Bei ihren Aktivitäten konnten sie falsche Vorstellungen über die LdL-Praxis, die in der Fachöffentlichkeit im Laufe der Jahre entstanden sind, identifizieren und korrigieren: beispielsweise die Tatsache, dass der Lehrer nicht passiv im Hintergrund bleibt, sondern sehr aktiv und kontinuierlich in den Prozess eingreift, dass eine Stunde nicht als durchgängige Präsentation von zwei Schülern, sondern von Anfang an diskursiv verläuft und schließlich, dass nicht Laissez-faire die Stimmung prägt, sondern hohe Konzentration und Disziplin.
- LdL als konstruktivistische, konnektivistische Methode

Im Zuge der Digitalisierung rücken konstruktivistische und konnektivistische Begründungsmodelle für Lernarrangements in den Vordergrund. Dass LdL konstruktivistische Wünsche erfüllt, zeigt die Untersuchung von Marc Steen.
- Seit 2015 erfolgt im Zuge des Wechsels der Perspektive von der Instruktion zur Konstruktion beim Lernprozess eine verstärkte Rezeption der LdL-Methode und deren Theorie. So Weng/Pfeiffer (2016): „Martin (…) kann damit heute als ein Vorläufer für den vielzitierten 'shift from teaching to learning' gesehen werden.“[44]

### In Frankreich
Jean-Pierre Decroix, Forscher an der Universität Lille und verantwortlich für die "école de la deuxième chance", hat die Arbeit von Martin 2015 entdeckt und seine Masterarbeit darüber verfasst. Auf der Grundlage seiner weiteren Veröffentlichungen erfährt die Arbeit von Jean-Pierre Decroix eine breite Aufnahme in Frankreich und LdL wird aufgegriffen im gesamten französischen Raum in den "écoles de la deuxième chance" unter dem Namen "EP3A". Diese Methode enthält drei Stufen und erlaubt den Teilnehmern, einen Lerninhalt aufzuarbeiten mit dem Ziel, ihn anderen Teilnehmern zu vermitteln und über die Fähigkeiten nachzudenken, die im Rahmen dieses Lernprozesses mobilisiert wurden."

### LdL als demokratieförderliches Konzept
Die Wissenschaftlerin und Bildungspolitikerin Margret Ruep stellt fest: „Ein besonderer Wert des Konzepts liegt auch in seinen zutiefst demokratischen Prinzipien und Handlungsmustern, was für die globalisierte Welt mit ihren Unsicherheiten und Unwägbarkeiten von herausragender Bedeutung ist. Insoweit trägt der Ansatz von LdL seinerseits zu einer Weltverbesserung bei.“

### LdL mit Robotern
„Starting in the eighties, Martin, professor in languages didactics, used the approach of „Lernen durch Lehren“ to develop the teaching of the French language to German students. This educational method will then widely spread in France then, during recent years, in educational robotics.“

## LdL-Theorie als Basis für "Neue Menschenrechte" (NMR)
Seit 2016 ist Martin bestrebt, die Menschenrechte ohne metaphysischen Bezug zu begründen und an den Bedürfnissen zu orientieren. Dabei stützt er sich ganz auf die LdL-Theorie: Die „Neuen Menschenrechte“ enthalten einen anthropologischen, einen ethischen und einen politischen Teil, auf folgende Bedürfnisse aufbauend: 1. Denken, 2. Gesundheit, 3. Sicherheit, 4. soziale Einbindung, 5. Selbstverwirklichung und Partizipation, 6. Sinn. Damit wird eine größere Operationalisierbarkeit erreicht. Eine empirische Basis wird von Nicole Kern und Jens Eichert, beide Begründer der NMR-Agentur, erarbeitet. Ferner ist Martin bestrebt, die Wirksamkeit der NMR im Rahmen der Kommunalpolitik empirisch zu prüfen.

## Entwicklung ab 2021

### Agilität und Digitalisierung: Isabelle Schuhladen
Seit 2021 liegt im Schulbereich das Lernen durch Lehren Projekt in den Händen von Isabelle Schuhladen Le Bourhis. Sie war Studentin von Jean-Pol Martin an der Universität Eichstätt zwischen 1999 und 2004 und arbeitete in der Folge eng mit ihm zusammen. Auf dem Hintergrund der Corona-Krise hat sie zusammen mit Schülern und Schüler-Eltern interessante Modelle für den Einsatz von LdL im Distanz-Unterricht entwickelt. Ein entscheidendes Element für Isabelle Schuhladens Erfolg ist, dass sie als erstes den Schülern in allen Klassenstufen die komplexe Theorie der LdL-Methode vorstellt und verinnerlichen lässt. Die Schüler erleben auf diese Weise den konkreten Unterricht als Umsetzung der Theorie und erkennen jede Maßnahme als theoretisch begründet, was ihre Motivation sichert. Dadurch vollzieht sie den Paradigmenwechsel von Top-down zu Bottom-up und zur Herausbildung der Eigenschaften, die durch VUCA verlangt werden und „Agilität“ ausmachen. Insbesondere fordert Schuhladen durch die hohe Komplexität der von ihr angebotenen Inhalte intensives Denken, also Informationsverarbeitung und Konzeptualisierung.

### Wissenschaftliche Verantwortung: Simon Kolbe
Seit 2021 ist Simon Kolbe bestrebt, Lernen durch Lehren noch stärker international zu verankern. Ferner legt er den Schwerpunkt auf die Sicherung einer größeren LdL-Präsenz im wissenschaftlichen Diskurs. Ein Schritt in diese Richtung ist das mit Jean-Pol Martin im Beltz-Juventa-Verlag herausgegebene Praxishandbuch Lernen durch Lehren.

## LdL weltweit etabliert
Aktuell zeigen Überblicksartikel und wissenschaftliche internationale Untersuchungen, dass LdL sich in Schulen und Hochschulen weltweit etabliert hat. Ferner wird ein aktuelles Interview von Jean-Pol Martin durch Simon Kolbe international (Jesuit Worldwide Education) verbreitet. Alle Publikationen, die sich auf LdL beziehen, nennen Jean-Pol Martin als Urheber: "LdL ist kein genuin fremdsprachendidaktisches Konzept, wird jedoch zu Beginn der 1980er Jahre von Jean-Pol Martin in Anbindung an den schulischen Französischunterricht theoretisiert (-> Theorie) und mit Ansätzen aus der Humanistischen Psychologie und den Kognitionswissenschaften begründet (Schädlich, 2025).

### Videos/Filme
Langzeitdokumentation FWU
- 5 Filme von Wolf Theuring 1983–1987

Ab 2000
- Interview mit Jean-Pol Martin zu LdL und kooperativem Lernen anlässlich des ersten Educamps in Deutschland, Ilmenau 2008
- „Das Glücksmodell“: anthropologische Fundierung das Konzeptes LdL, Video 40 Minuten, Educamp Frankfurt 2014
- Lernen durch Lehren: Jean-Pol Martin wird durch Simon W. Kolbe interviewt - 2023
- Jean-Pol Martin und Simon W. Kolbe werden von Lutz Becker und Gunnar Sohn interviewt - 2023
- Simon W.Kolbe, Lutz Becker und Gunnar Sohn beschreiben Jean-Pol Martin und die Neuen Menschenrechte - 2024

### Padlets und Podcasts
- Padlet von Isabelle Schuhladen
- Podcast-Interview von Isabelle Schuhladen 1
- Podcast-Interview von Isabelle Schuhladen 2

### Portale
- ldl - Lernen durch Lehren
- ZUM-Foren zu LdL 2000–2010
- Sprachwissenschaft für die Öffentlichkeit – Webseite mit Beispielen studentischer Projekte, die in universitären Linguistik-Seminaren nach LdL entstanden sind